# Illes Galápagos
Les illes Galápagos són un arxipèlag que pertany a la República de l'Equador (n'és una de les 22 províncies; nom oficial: Archipiélago de Colón) i està situat a l'oceà Pacífic, a uns 1.000 km de la costa equatoriana. És compost per 13 illes de natura volcànica i una multitud de petits illots. Són famoses per la seva riquesa biològica, amb un nombre considerable d'espècies endèmiques, i per l'estada que hi féu Charles Darwin.

## Història
S'estima que les illes es van formar fa 30 milions d'anys com a resultat de l'activitat volcànica al fons marí.
Les illes Galápagos foren descobertes per atzar el 10 de març de 1535, quan el religiós dominic fra Tomás de Berlanga, llavors bisbe de Panamà, es dirigia al Perú en compliment d'un encàrrec del monarca espanyol Carles V, per arbitrar en una disputa entre Francisco Pizarro i els seus subordinats després de la conquesta de l'Imperi inca. Els primers mapes a incloure les illes van ser els fets per Abraham Ortelius i Mercator al voltant de 1570. Les illes eren descrites com a "Insulae dels Galopegos" (Illes de les Tortugues).
Les Galápagos van ser utilitzades per pirates anglesos com a amagatall en els seus viatges de pillatge als galions espanyols que portaven or i plata d'Amèrica cap a Espanya. El primer pirata que es coneix que va visitar les illes va ser Richard Hawkins, el 1593. Des de llavors i fins a 1816 molts pirates van arribar a l'arxipèlag.
La primera missió científica que va visitar les Galápagos va ser l'expedició Malaspina, una expedició espanyola dirigida per Alejandro Malaspina, el 1790. Amb tot, els registres de l'expedició mai van arribar a ser publicats. El 1793 James Colnett va descriure la flora i fauna de les illes i va suggerir que podien ser utilitzades com a base pels baleners que operaven a l'oceà Pacífic. Colnett també va dibuixar les primeres cartes de navegació de les Galápagos. Els baleners van capturar i van sacrificar milers de tortugues de l'arxipèlag per extreure el seu oli.
L'Equador va annexar-se les illes el 12 de febrer de 1832, sota el govern del General Juan José Flores, batejant-lo com a arxipèlag de Colom.
El viatge del Beagle va dur el vaixell d'investigació britànic, sota el comandament del capità Robert FitzRoy, a les Galápagos el 15 de setembre de 1835 per investigar els accessos als ports. El capità i altres a bord, incloent el jove naturalista Charles Darwin, van dur a terme un estudi científic de la geologia i biologia en quatre de les illes abans de continuar la seva expedició al voltant del món el 20 d'octubre.

## Geologia
Les illes són d'origen volcànic i el seu origen s'explica per la teoria del "punt calent". Les illes es troben sota la placa tectònica de Nazca, que es mou cap al continent americà a uns 7 cm/any. Sota aquesta placa es troba un dels anomenats "punts calents", infiltracions de magma cap a la part superior que arriben a trencar la superfície de la placa i surten a l'aigua. Aquestes infiltracions creen els cons volcànics que posteriorment són arrossegats cap a l'est pel moviment de la placa de Nazca.
Per aquesta raó les illes situades més a l'est (Santa Fe, Floreana, amb cinc milions d'anys) són més antigues que les situades a l'oest (Isabela, un milió d'anys). Concretament el punt calent està situat sota les illes Isabela i Fernandina.

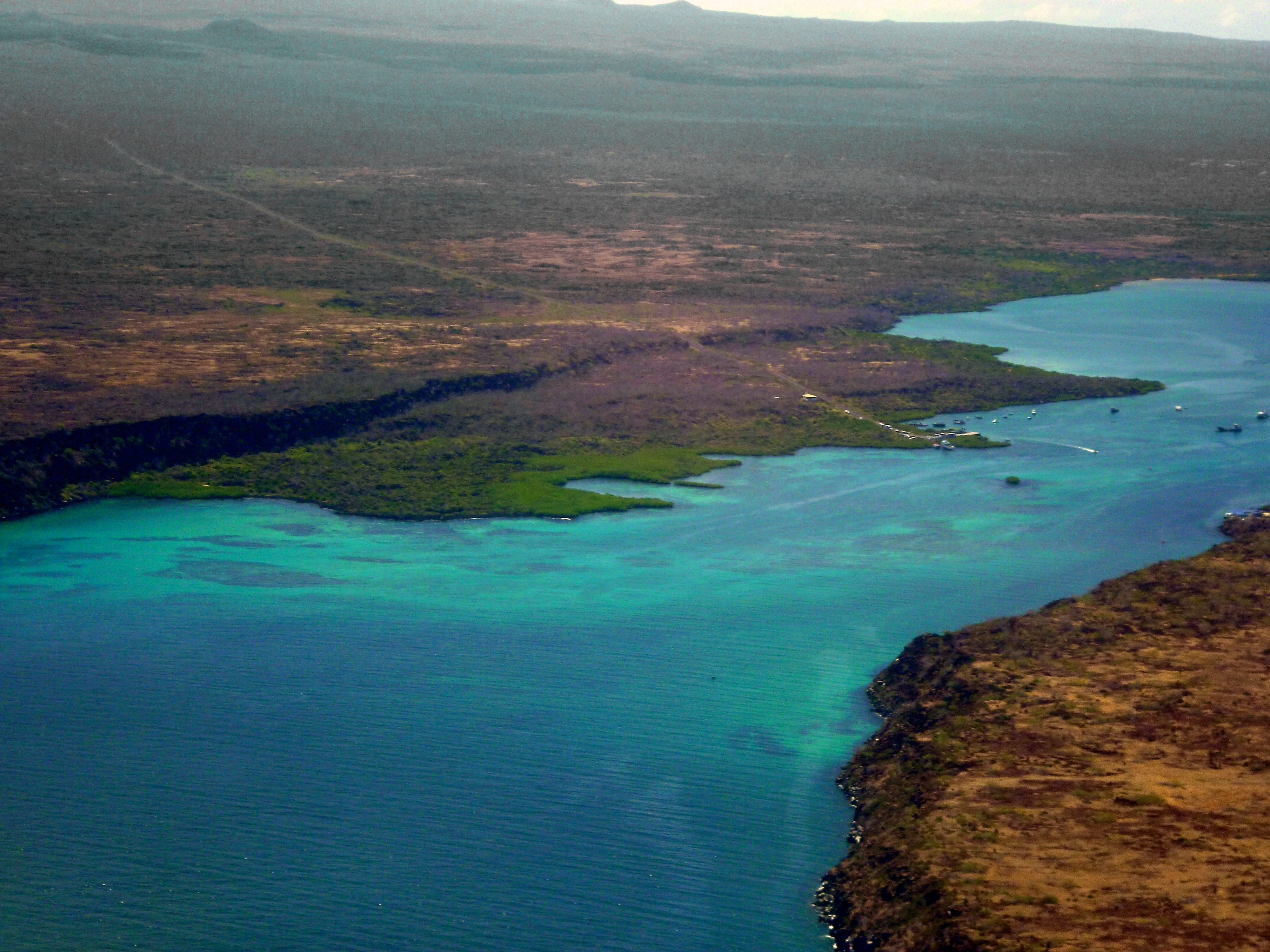
Illa Baltra està a la dreta, a l'esquerra és Illa Santa Creu i al centre és Canal de Itabaca.

## Conservació
Les Galápagos van ser declarades parc nacional el 1959, protegint el 97,5% de la superfície terrestre de l'arxipèlag. L'àrea restant és ocupada per assentaments humans que ja existien en el temps de la declaració. En aquell moment, entre 1.000 i 2.000 persones vivien en quatre illes.
El 1986 la zona marítima que envolta Galápagos fou declarada reserva marina. La UNESCO va incloure les Galápagos en la llista del Patrimoni de la Humanitat el 1978 i el desembre de 2001 es va ampliar aquesta nominació també per a la reserva marina. Però, els pescadors ja han extingit gairebé el cogombre de mar autòcton, que venen al mercat asiàtic.
El 1972 un cens va determinar que hi vivien 3.488 persones, però en el cens de 2001 la població havia crescut dramàticament fins a les 18.640 persones. El 2010 hi vivien unes 30.000 persones i el nombre de turistes el 2008 (175.000 persones) va ser 10 vegades superior al de 1980. Aquest creixement tant de la població com del turisme ha condicionat l'ecosistema de les illes fins al punt que l'ONU les va incloure en la llista del Patrimoni de la Humanitat en perill del 2007 al 2010.
Malgrat la degradació de l'ecosistema, l'ONU ha notat alguns progressos; l'illa Pinzón es va restaurar prou per a permetre la reintroducció de tortugues gegants de les Galápagos, entre elles, la tortuga gegant de les Galápagos el maig del 2010, els vaixells que van des de Guayaquil a les illes ara són desinfectats i a les illes s'estan realitzant diverses campanyes de reciclatge.
Un dels organismes encarregats de les tasques de recerca és la Fundació Charles Darwin.

## Flora i fauna
S'han identificat a l'arxipèlag 220 espècies de plantes endèmiques 399 natives i 119 introduïdes; com que les Galàpagos són illes volcàniques i mai han estat unides al continent americà, la flora va ser transportada pel vent, rais flotants, la mar, els humans o bé per les mateixes aus que emigraren des del continent portant en les seves plomes, potes, o becs algunes llavors o espores que van poder germinar al sòls de l'arxipèlag i en el decurs del temps es van anar modificant.
Des de la costa fins a les zones altes s'han definit a les Galàpagos cinc zones de vegetació:
- Costanera amb ambient salí i plantes halòfites els principals representants són els mangle vermell (Rhizophora mangle), el "Monte salado" (Cryptocarpus pyriformis) i la "Gloria de la Mañana" (Ipomoea pes-caprae), i l'arrayancillo (Maytenus octagona).
- Zona àrida que és el territori dels cactus dels gèneres Opuntia, Jasminocereus i Brachycereus, proporcionen aliment a les tortugues i les iguanes terrestres.
- Zona humida, amb epífits orquídies, molses i falgueres algunes arborescents com Cyathea weartherbyana i plantes del gènere Scalesia.
- Zona Micònia: amb plantes del gènere Miconia que necessita molta humitat.
- Zona pampa, dedicada principalment a l'agricultura.

La fauna consta, segons el pla de gestió del parc natural, de 137 espècies d'animals de les quals 108 són aus, 12 de mamífers (incloent les foques (Arctocephalus galapagoensis) i els lleons marins (Zalophus californianus) i 17 rèptils (que inclouen les famoses tortugues terrestres (Geochelone elephantopus) i la tortuga marina (Chelonia mydas) a més de la iguana terrestre de Galàpagos (Conolophus subcristatus) i la iguana marina (Amblyrhynchus cristatus). A les illes Galápagos no hi ha amfibis.
Entre les aus la més gran és l'albatros amb piqueros, cormorans no voladors, fragates i pingüins s'inclouen 13 espècies de pinçans ja analitzats per Charles Darwin. I hi ha unes 60 espècies de peixos.

## Clima
Les Galápagos estan situades en un lloc clau pel que fa als corrents marins: es troben precisament en el punt en què es troben el gran corrent fred anomenat corrent de Humboldt, que prové del sud, i el corrent calent d'El Niño, que prové del nord. Quan el corrent de Humboldt xoca amb El Niño formen el corrent Sud-equatorial en direcció oest, que provoca que les Galápagos no tinguin un clima excessivament calorós tot i estar en una zona equatorial.
L'estació càlida dura de desembre a maig, quan dominen les aigües càlides del nord; les temperatures arriben a 27-30 °C i l'aigua està a uns 26 °C, amb pluges freqüents i abundants. De juny a novembre es té l'estació seca, amb forts vents i temperatures màximes de 24 °C i mínimes de 18-19 °C.
A les illes baixes s'observen paisatges desèrtics, però a partir de 300 metres d'altitud les pluges augmenten ràpidament encara que la irregularitat interanual és molt alta.

## Geografia

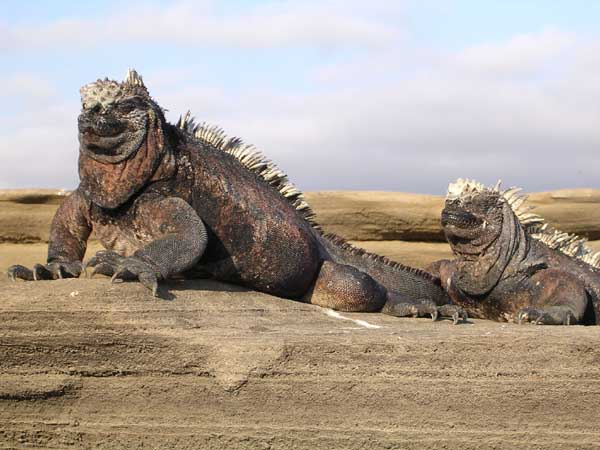
Iguana marina (Amblyrhincus cristatus) de les Galápagos.

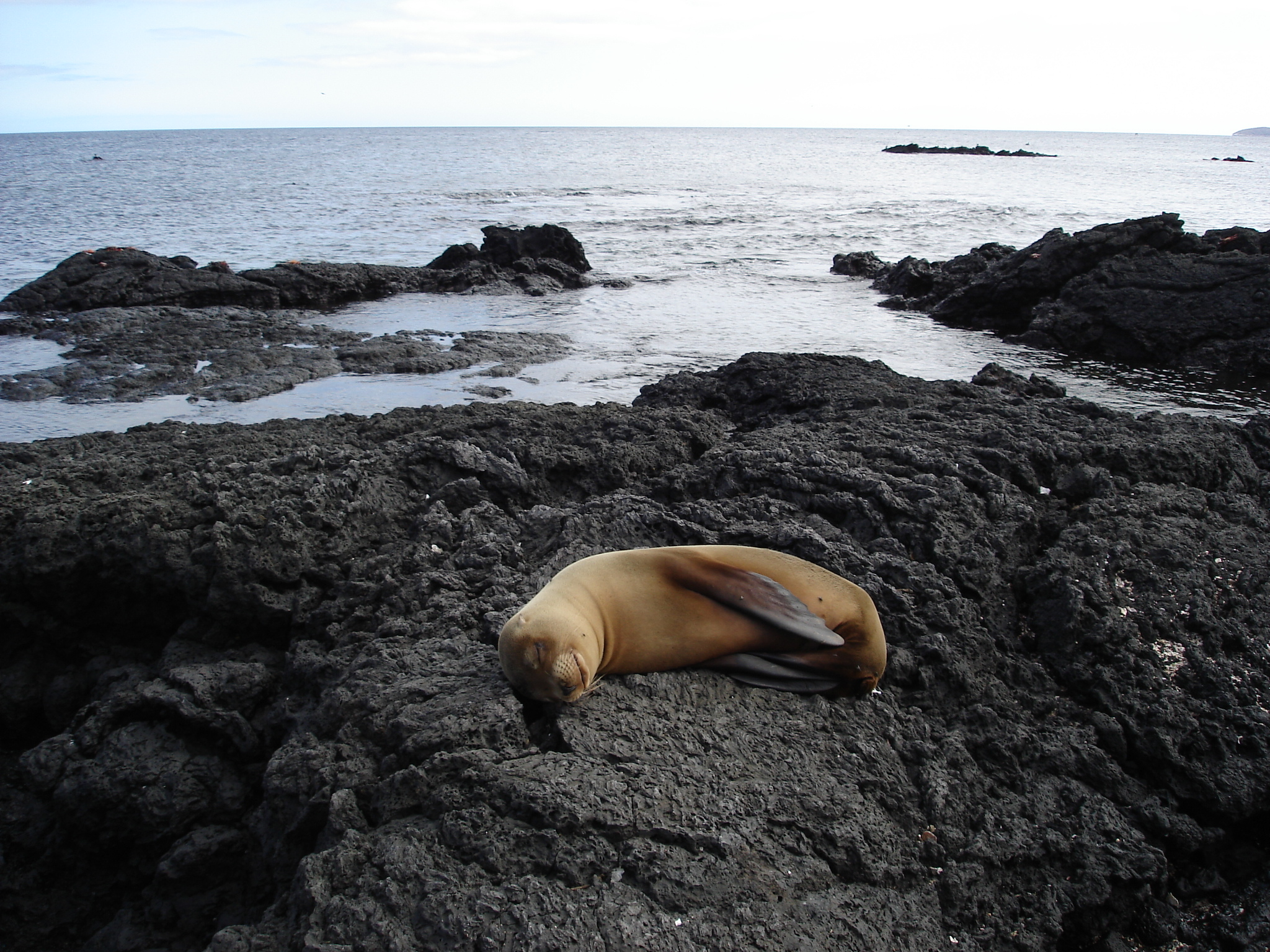
Llop marí de les Galápagos (Zalophus californianus wollebaeki).

L'arxipèlag es coneix per diversos de noms, incloent-hi les "Illes Encantades" a causa que els forts corrents que l'envolten dificulten molt la navegació en les seves aigües. La primera carta de navegació de les illes, encara que primitiva, va ser realitzada pel bucaner Ambrose Cowley el 1684, i a l'esmentada carta va batejar les illes amb els noms d'alguns dels seus amics pirates i d'alguns nobles anglesos que els feien costat. Les principals illes de l'arxipèlag (amb els seus noms en anglès) són:

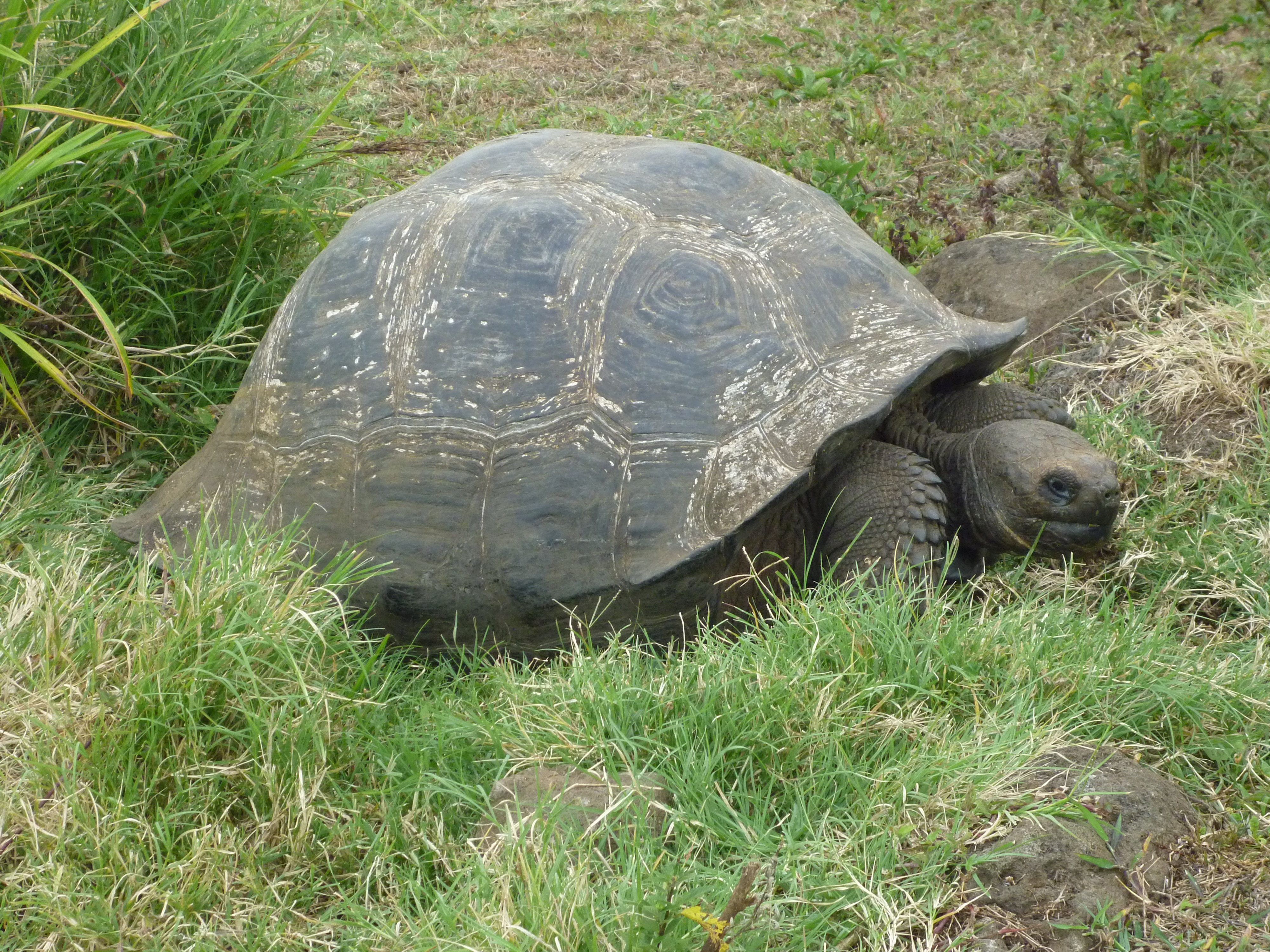
Tortuga gegant a Santa Cruz (Galápagos).

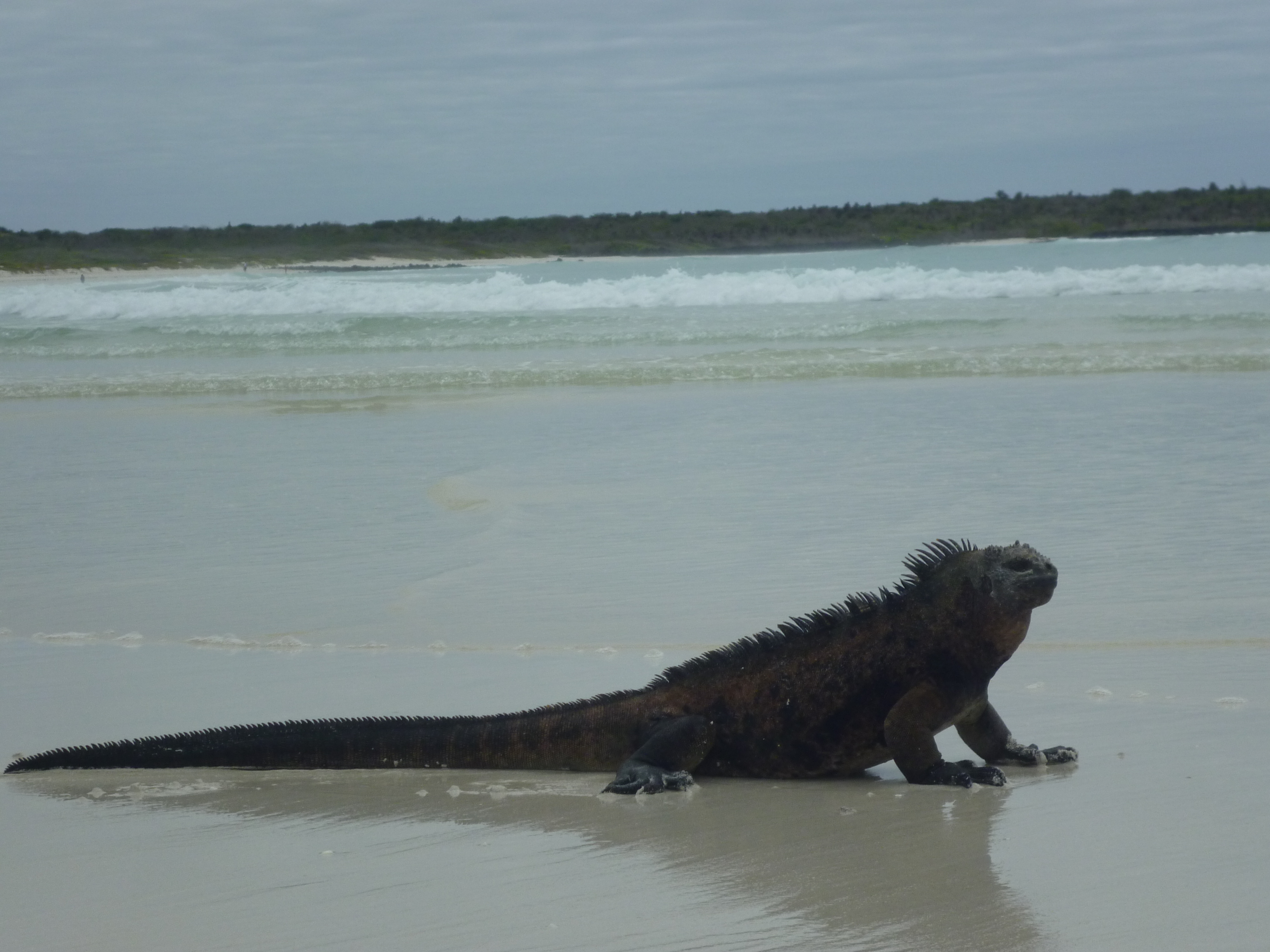
Amblyrhynchus cristatus, iguana marina en la Bahía Tortuga, Santa Cruz (Galápagos)

- San Cristóbal (Chatham) duu el nom del sant patró dels navegants, Sant Cristòfor, mentre que el seu nom en anglès és el d'un noble anglès, el comte Chatham. Té una superfície de 558 km² i el seu punt més alt assoleix 730 metres. Aquesta illa és habitada per fregates, llops marins, tortugues gegants de les Galápagos o galápagos, mascarells camablaus i mascarells camaroigs, faetons, iguanes marines, dofins i gavines de cua bifurcada. La vegetació inclou Calandrina galapagos, Lecocarpus darwinii i arbres com Lignum vitae. El major llac d'aigua dolça de l'arxipèlag, la llacuna El Junco està situada a la part alta de l'illa. La capital política de l'arxipèlag, Puerto Baquerizo Moreno, està localitzada en l'extrem sud de l'illa.
- Española (Hood), batejada en honor d'Espanya, l'illa més meridional també es coneix com a Hood en honor d'un noble anglès. Té una superfície de 60 km² i una altitud màxima de 206 metres. Española és el lloc on nien els albatros i també té poblacions de falcó de les Galápagos, tortugues marines, mascarells de Nazca, iguanes marines, taurons, llops marins, gavines de cua bifurcada, coloms de les Galápagos, tortugues gegants i mascarells camablaus. Una fissura en la lava en un punt de la costa ha creat un «buit bufador» on l'aigua s'eleva diversos metres quan les ones colpegen contra la paret del penya-segat. És l'illa més meridional de l'arxipèlag i conté una proporció elevada de fauna endèmica.
- Santa Fe (Barrington) Anomenada així en honor de les Capitulacions de Santa Fe, firmades el 17 d'abril de 1492, en les que es va atorgar a Cristòfor Colom els títols d'Almirall Major de la Mar Ocèana, Virrei i Governador General de les terres que descobrís; el nom de Barrington és en honor de l'almirall Samuel Barrington. Té una superfície de 24 km² i una altitud màxima de 259 metres. Santa Fe té un bosc de cactus Opuntia, que són els més grans de l'arxipèlag, i de caqui. Els penya-segats costaners són la llar de gavines de cua bifurcada, faetons i petrells. La iguana terrestre de Santa Fe hi és present amb nombrosos individus, igual que la sargantana de lava. Té una pintoresca llacuna de color turquesa i aigües tranquil·les.
- Genovesa (Tower). El seu nom prové de la ciutat de Gènova, possible lloc de naixement de Colom. Té una superfície de 14 km² i una altitud màxima de 76 metres. Aquesta illa està constituïda per les restes d'un gran cràter submergit. El seu sobrenom de «l'illa dels ocells» es justifica per la presència, a la Badia Darwin, de fregates, gavines de cua bifurcada, mascarells camaroigs, gavines de lava, petrells i pinsans de Darwin. El lloc denominat El Barranc constitueix un magnífic altiplà per a observació d'aus, especialment els mascarells de Nazca i mascarells camaroigs.

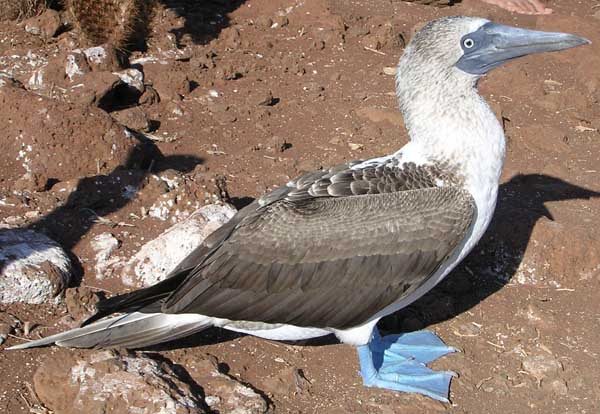
Mascarell camablau (Sula nebouxii) de les Galápagos.

- Floreana (Charles, Santa María) rep el nom en honor de Juan José Flores, el primer president de l'Equador, durant l'administració del qual el govern equatorià va prendre possessió de l'arxipèlag. També se la coneix com a Santa María en honor d'una de les caravel·les de Colom. Té una superfície de 173 km² i una altitud màxima de 640 metres. Va ser una de les primeres illes a ser habitades i que més polèmica va causar en la premsa internacional de començaments del segle xx. Flamencs rosats i tortugues marines nien en aquesta illa entre desembre i maig. A la Badia de Correus, des del segle XX els baleners van usar un barril a manera d'oficina de correus perquè les cartes poguessin ser recollides i ser lliurades als seus destinataris, principalment a Europa i els Estats Units, pels vaixells que hi passessin en el seu viatge de retorn. A la Corona del Diable, un con volcànic submergit, es poden observar interessants formacions coral·lines.
- Santa Cruz (Indefatigable) té una superfície de 986 km² i una altitud màxima de 864 metres. A Santa Cruz hi ha localitzat el major assentament humà de l'arxipèlag, la ciutat de Puerto Ayora, on també s'ubiquen l'Estació Científica Charles Darwin i les oficines centrals del Servei del Parc Nacional. A l'estació Charles Darwin opera un centre de criança de tortugues on aquests quelonis es preparen per a la seva reintroducció en el seu hàbitat natural. La part alta de Santa Cruz té una vegetació exuberant i és famosa pels túnels de lava. Aquesta regió és habitada per una quantitat considerable de tortugues gegants. La Caleta Tortuga Negra és una àrea envoltada de manglar que tortugues marines, rajades i petits taurons utilitzen com a lloc d'aparellament. El Cerro Dragón, conegut per la seva llacuna de flamencs i les seves iguanes terrestres, també es troba en aquesta illa.
- Baltra (Seymour Sur) té una superfície de 27 km² i una altitud màxima de 100 metres. El principal aeroport de l'arxipèlag és aquí i va ser construït durant la Segona Guerra Mundial per la Marina dels Estats Units, amb l'objectiu de servir de base per a patrulles aèries sobre el Canal de Panamà. En aquesta illa es van reintroduir iguanes terrestres després que aquesta espècie nativa fou totalment eliminada pels soldats de la base que van estar-hi aquarterats.
- Seymour Norte rep el nom d'un noble anglès anomenat Lord Hugh Seymour. Té una superfície d'1,9 km² i una altitud màxima de 28 metres. En aquesta illa es troba una gran població de mascarells camablaus i gavines de cua bifurcada. També hi ha nombroses fragates.

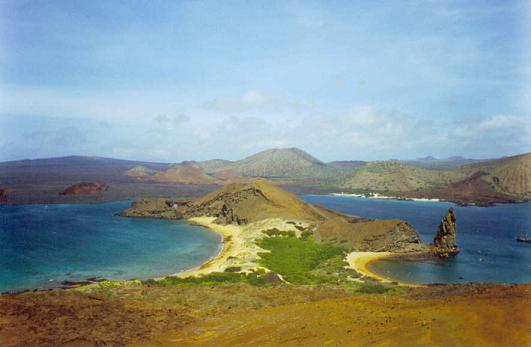
Vista de l'illa Bartolomé amb el Pinacle, al fons els cons volcànics de l'illa Santiago.

- Bartolomé Batejada en honor del tinent David Ewen Bartholomew de la Marina Britànica. Té una superfície d'1,2 km² i una altitud màxima de 114 metres. Aquí es troba el famós «Pinacle», que és una de les imatges més representatives de l'arxipèlag. S'hi pot observar el pingüí de les Galápagos, així com llops marins. També s'observen formacions de lava i cons volcànics recents.
- Santiago (San Salvador, James) Té una superfície de 585 km² i una altura màxima de 907 metres. Aquí es troben iguanes marines, llops marins, foques pelleteres, tortugues terrestres i marines, flamencs, dofins i taurons. Una nombrosa població de cabres i porcs salvatges que van ser introduïts pels humans ha causat grans danys a la flora i la fauna endèmiques. En aquesta illa és habitual observar pinsans de Darwin i falcons de les Galápagos, així com una colònia de foques pelleteres. A la badia Sullivan hi ha un flux recent de lava pahoehoe.
- Isabela (Albemarle) Batejada en honor de la reina Isabel I de Castella, és la major illa de l'arxipèlag, amb una superfície de 4.588 km². El punt més alt és el volcà Wolf que assoleix 1.707 metres d'altitud. La forma allargada de l'illa es deu a la fusió de sis grans volcans en una sola massa. En aquesta illa es poden observar pingüins, cormorans no voladors, iguanes marines, mascarells, pelicans, així com crancs vermells (zayapas). A les vessants i calderes dels sis volcans d'Isabela, es poden observar iguanes terrestres i tortugues, així com pinsans, falcons de les Galápagos, coloms de les Galápagos i una interessant vegetació. El tercer major assentament humà de l'arxipèlag, Puerto Villamil, està ubicat en l'extrem sud de l'illa.
- Illa Fernandina (Narborough) Batejada en honor del rei Ferran II d'Aragó, té una superfície de 642 km² i una altura|alçària màxima de 1.494 metres. És la més recent i més occidental de les illes de l'arxipèlag. Un nou procés eruptiu es va iniciar el 13 de maig de 2005 quan un núvol de cendra i vapor d'aigua es va elevar a més de 7 quilòmetres d'altura i van començar a descendir fluxos de lava ardent pels pendents del volcà, dirigint-se cap al mar. Punta Espinoza és una estreta franja de terra on centenars d'iguanes marines es reuneixen en grans grups. El famós cormorà no volador habita en aquesta illa, així com pingüins, pelicans i llops marins.
- Marchena, nomenada així en honor del monjo espanyol Fra Antonio de Marchena pel govern equatorià al segle xviii, té una superfície de 130 km², és la setena illa més gran de l'arxipèlag i té una altitud màxima de 343,5 metres.[7] És una illa volcànica i la seva caldera és d'aproximadament 7 km de llarg per 6 d'ample, i té forma el·líptica, i en la gamma de mides de les calderes és classificada com gran.[8] Els pirates anglesos la coneixien coma Bindloe des del segle disset i, posteriorment, coneguda com a illa Torres en honor del navegant Alonso de Torres.[9]

## Galeria, Santa Cruz (Illes Galápagos)

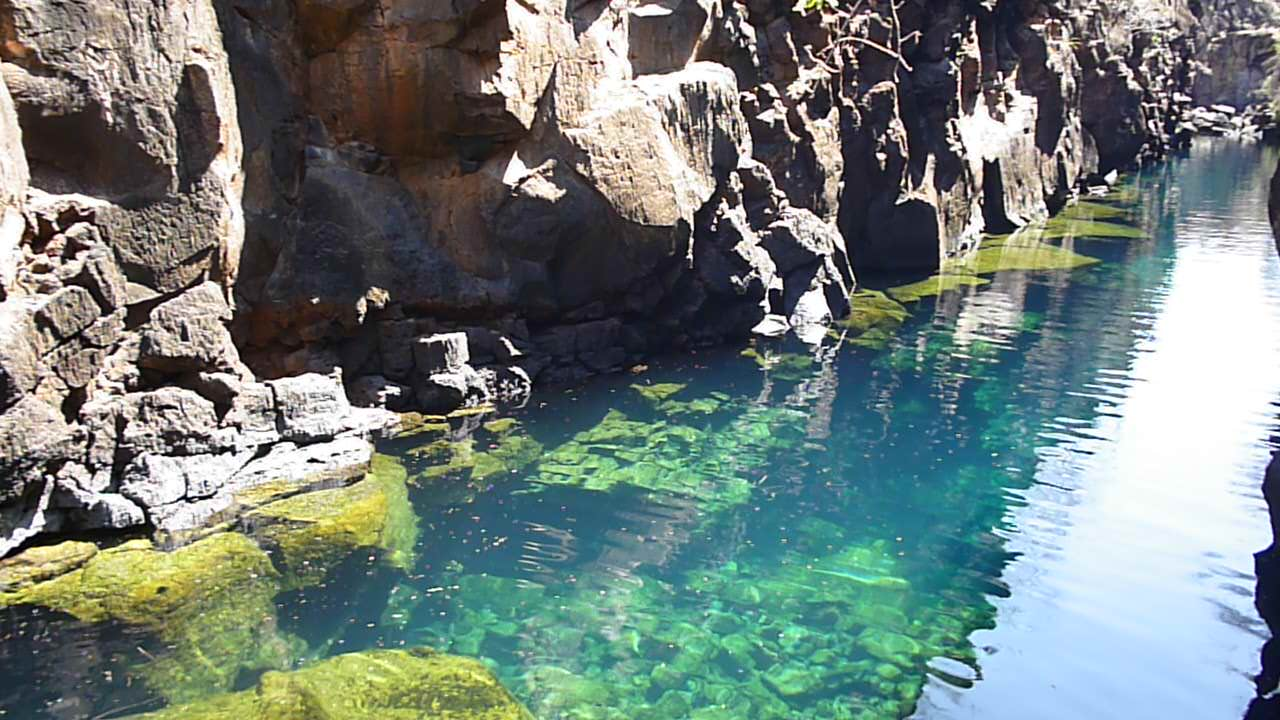
Santa Cruz (Galápagos)
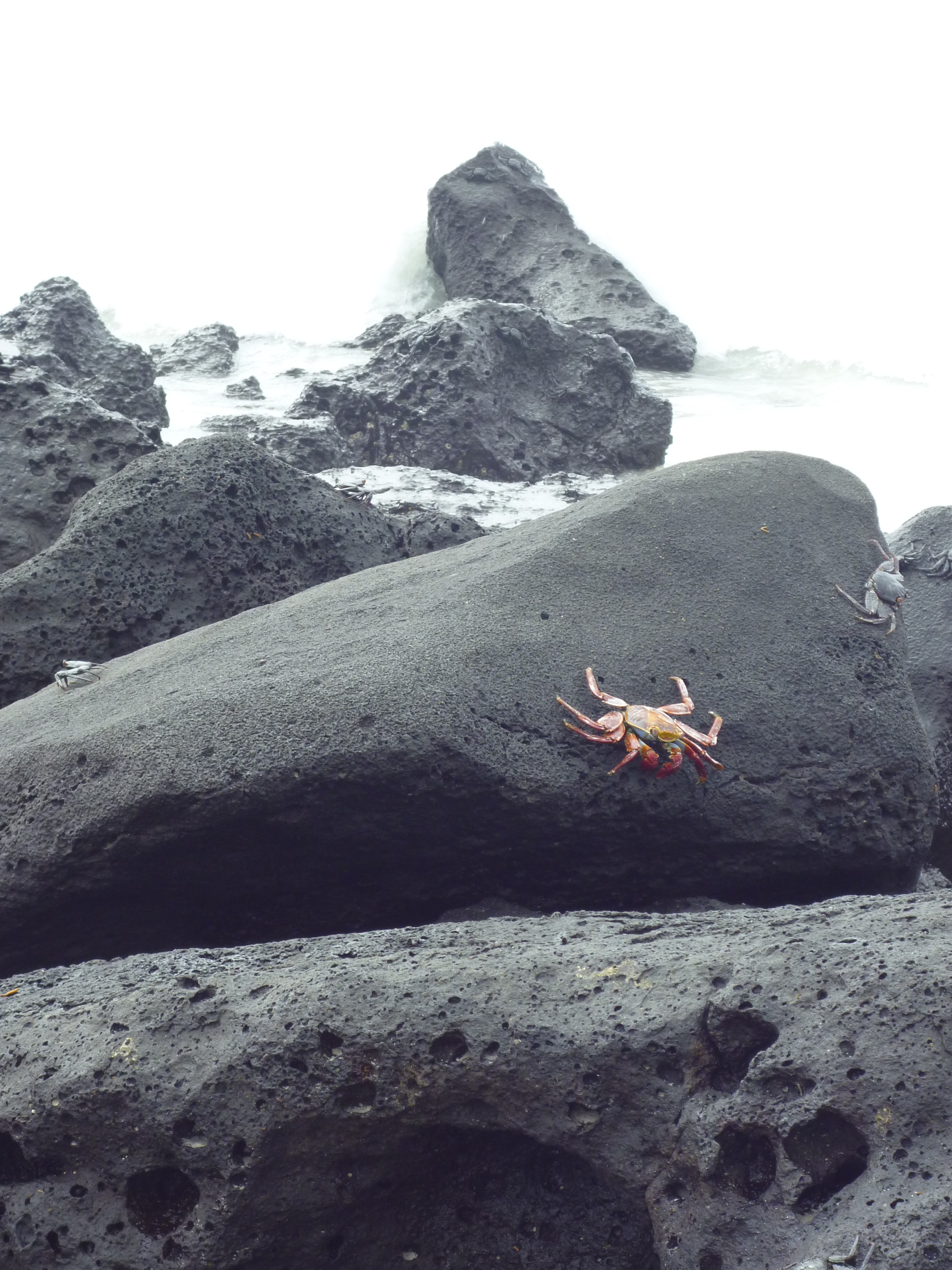
Grapsus grapsus, a la Badia Tortuga de l'illa de Santa Cruz
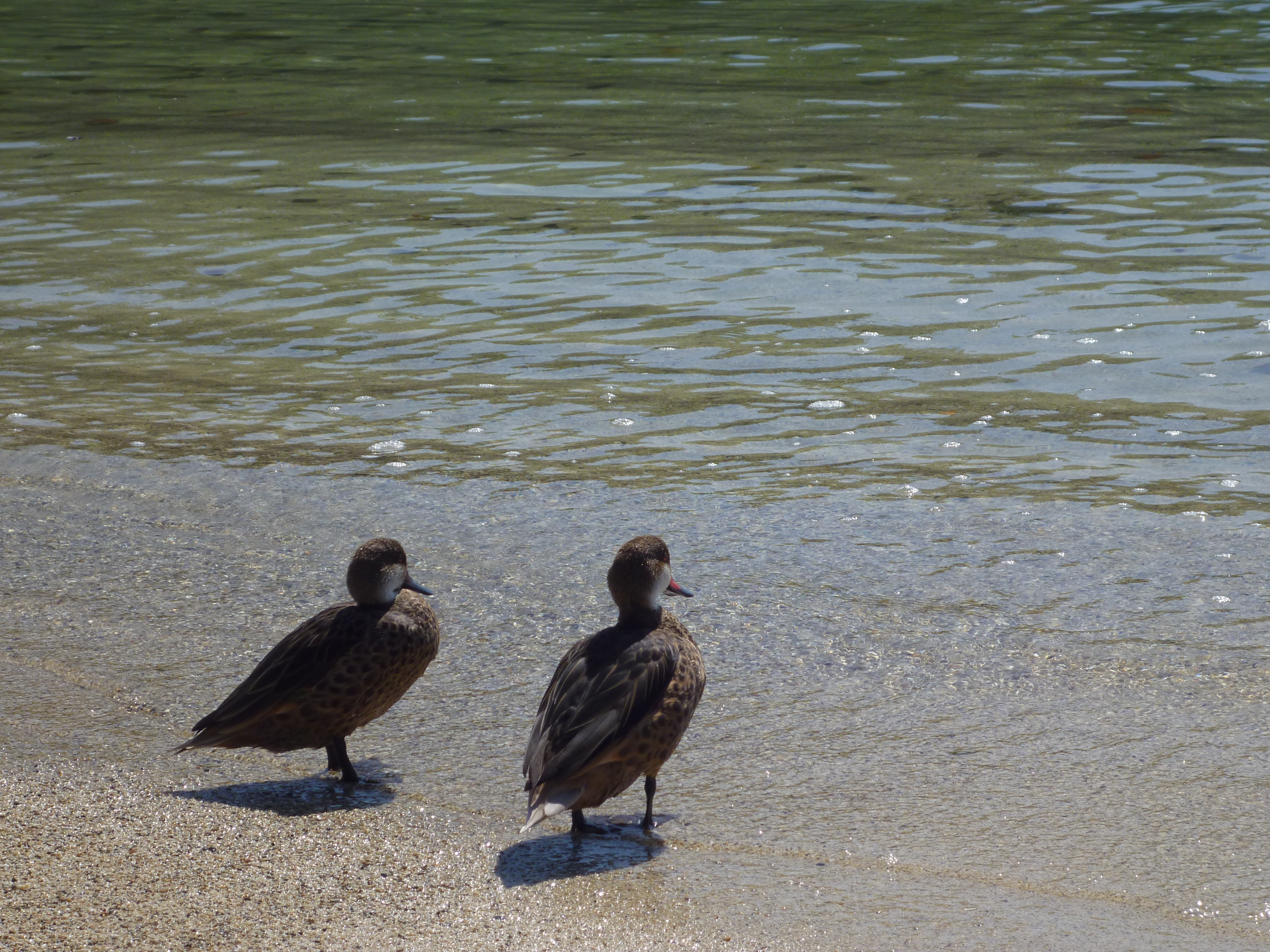
Dos ànecs a Santa Cruz, Galápagos
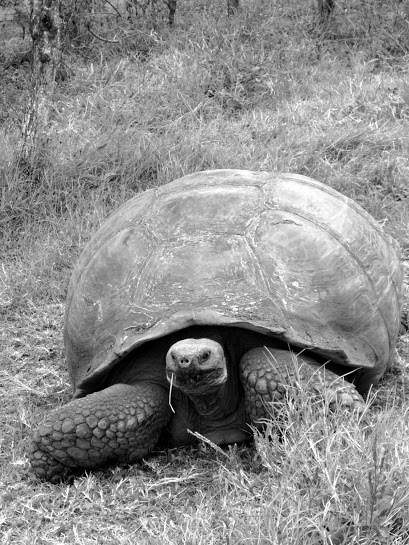
Tortuga gegant a Santa Cruz (Galápagos)
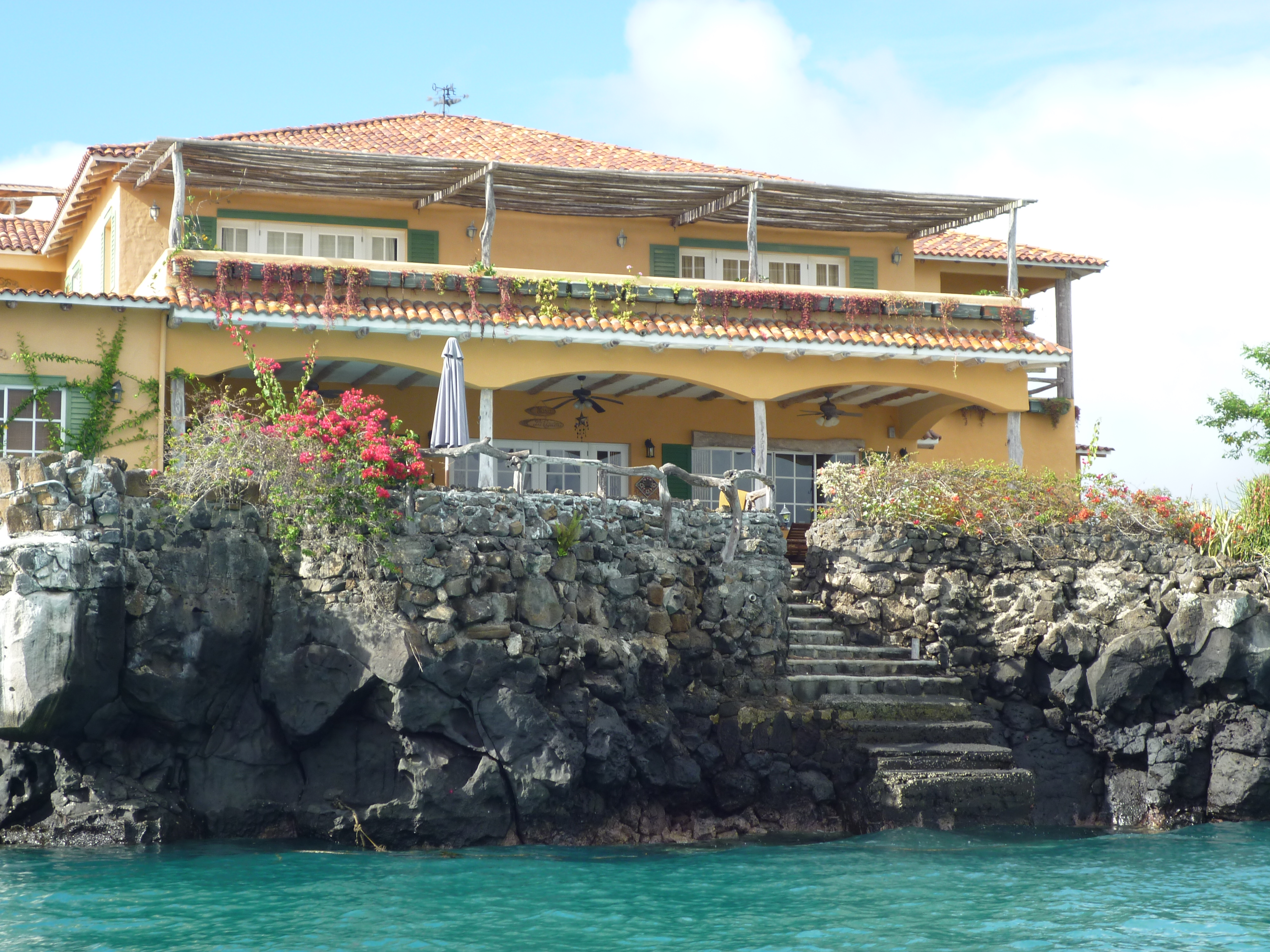
Casa a l'illa de Santa Cruz
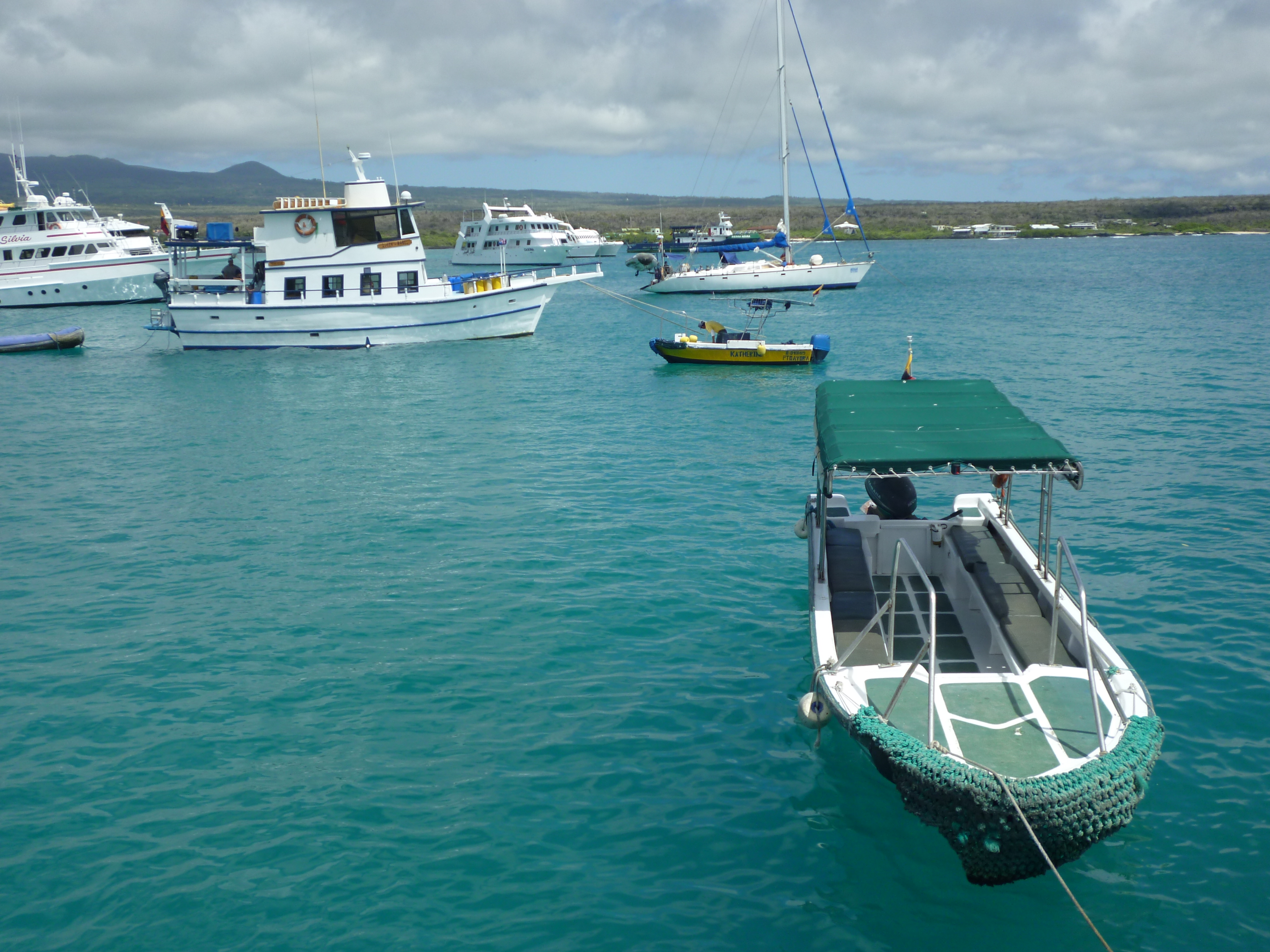
Taxi aquàtic a l'illa de Santa Cruz
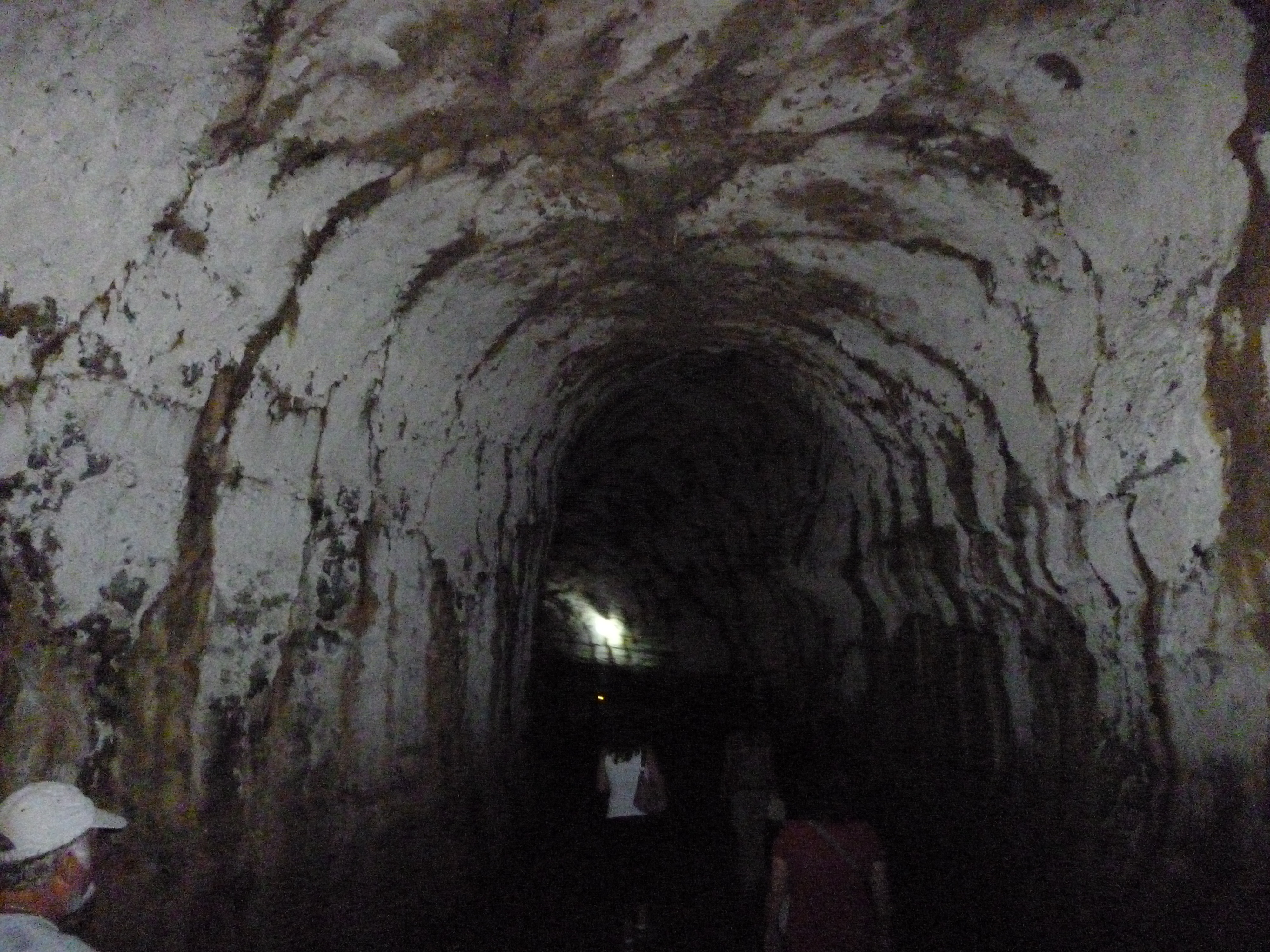
Tub de lava, Santa Cruz
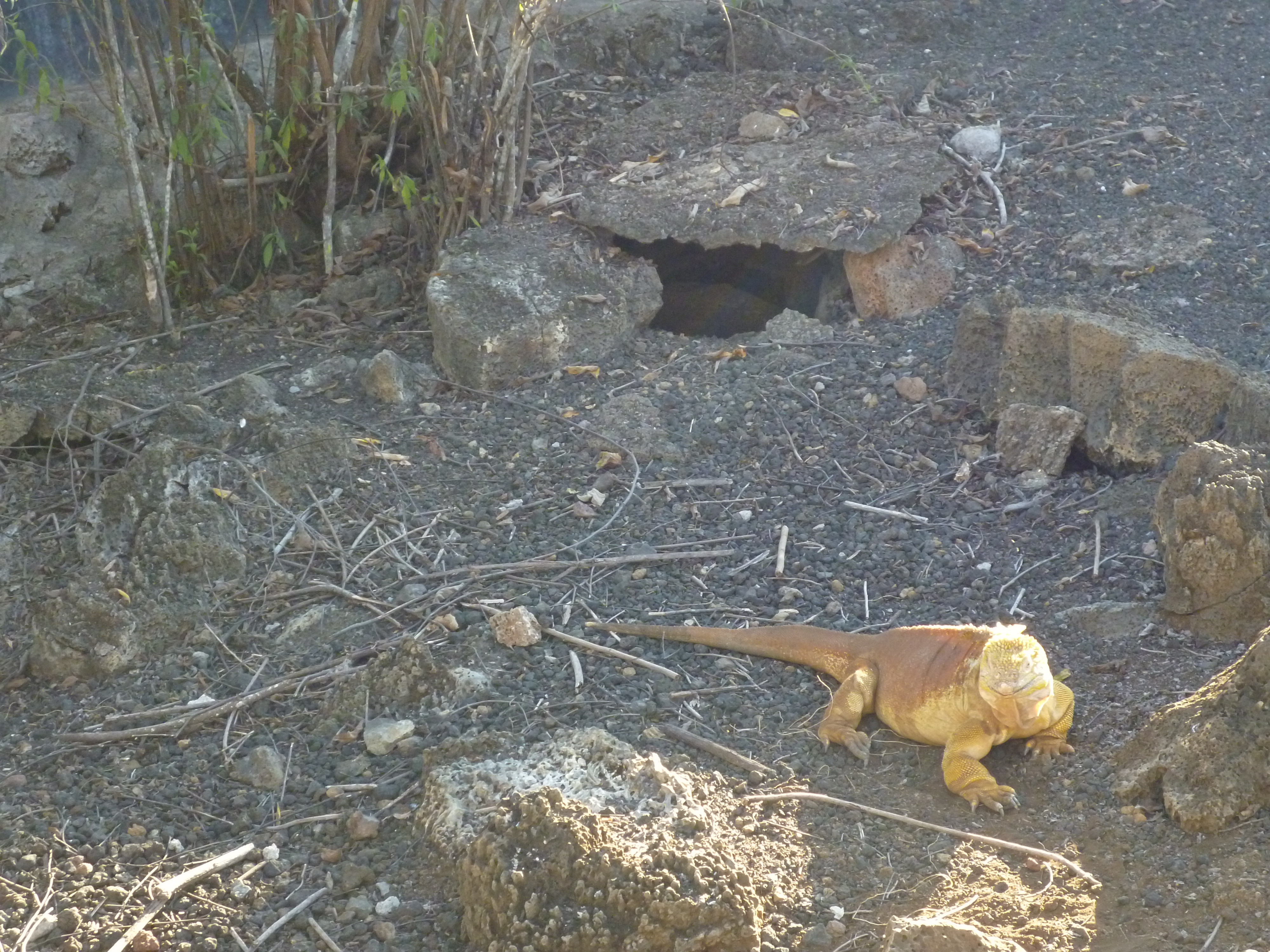
Iguana groga de terra a l'Estació Científica Charles Darwin
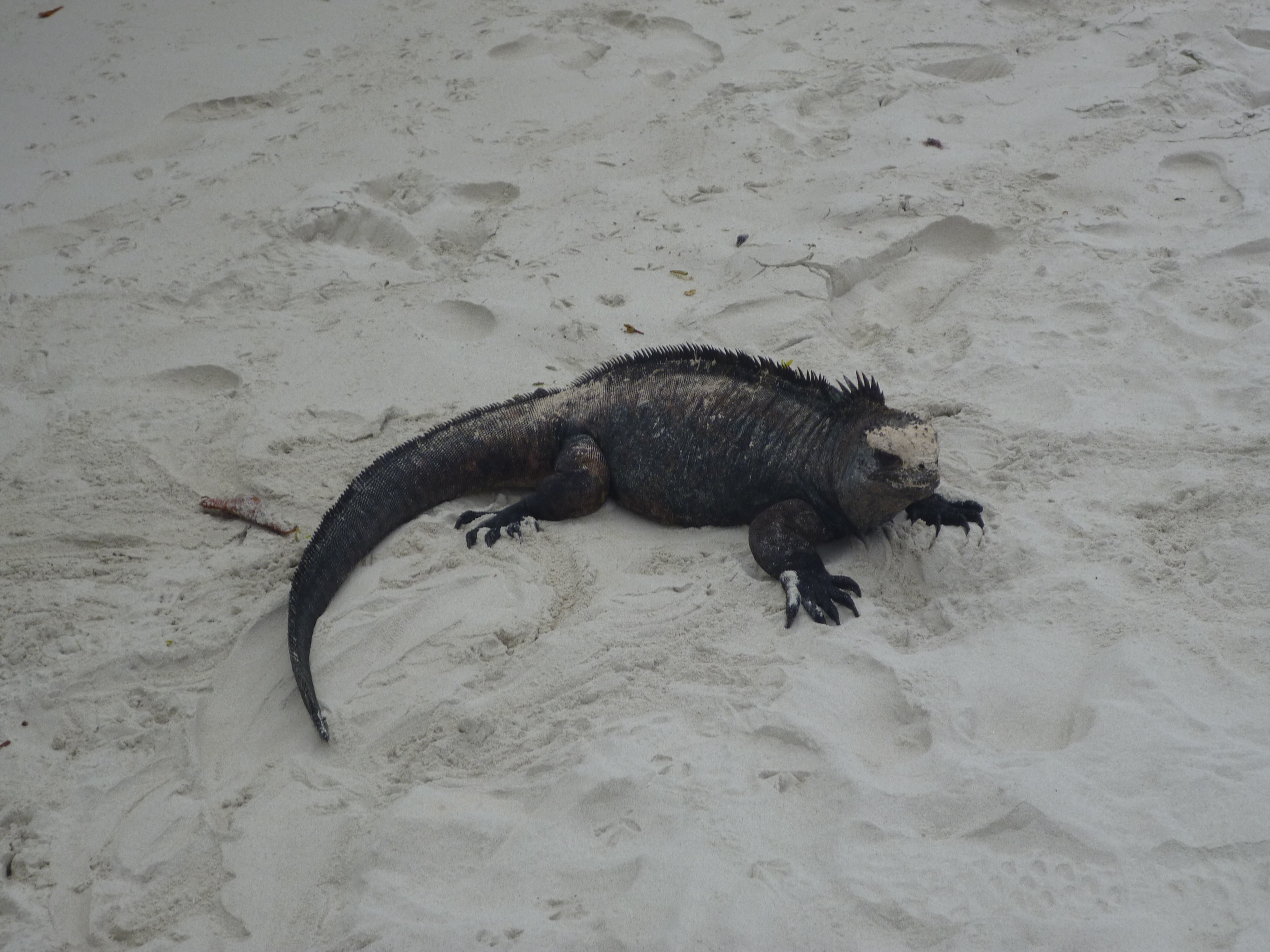
Iguana, Amblyrhynchus cristatus a Badia Tortuga
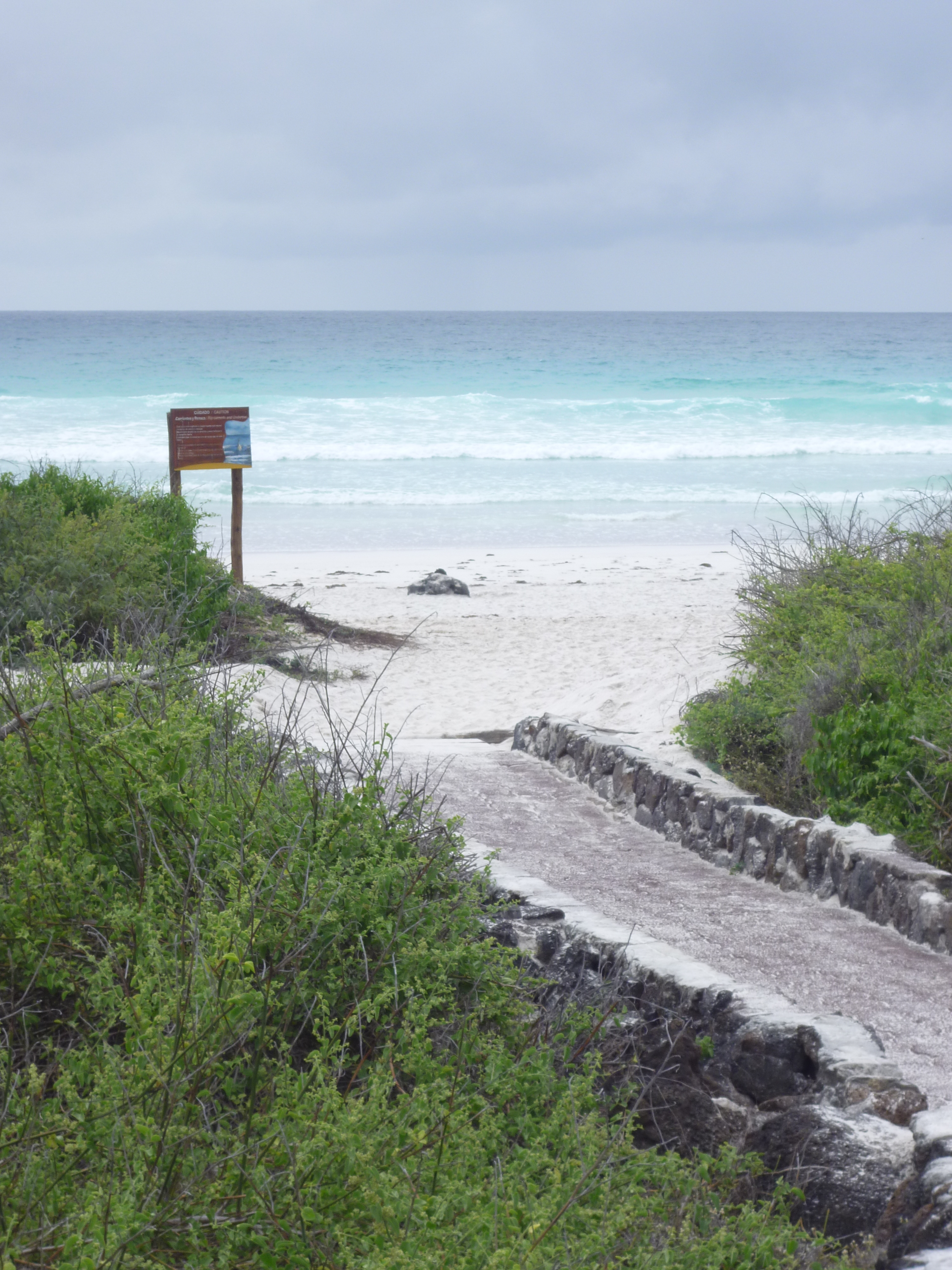
Badia Tortuga, Illa Santa Cruz Galápagos
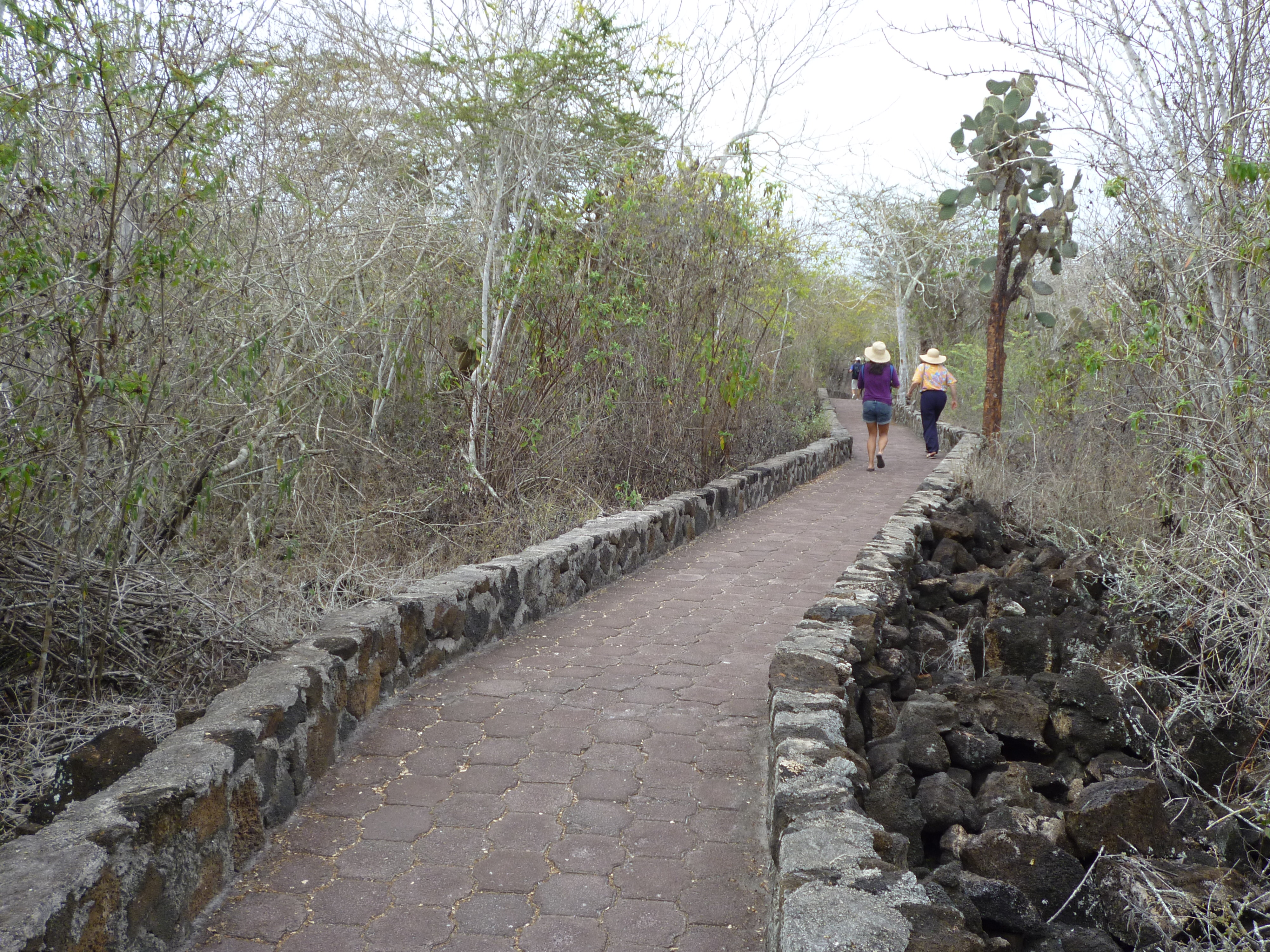
Badia Tortuga, inici de la ruta a peu
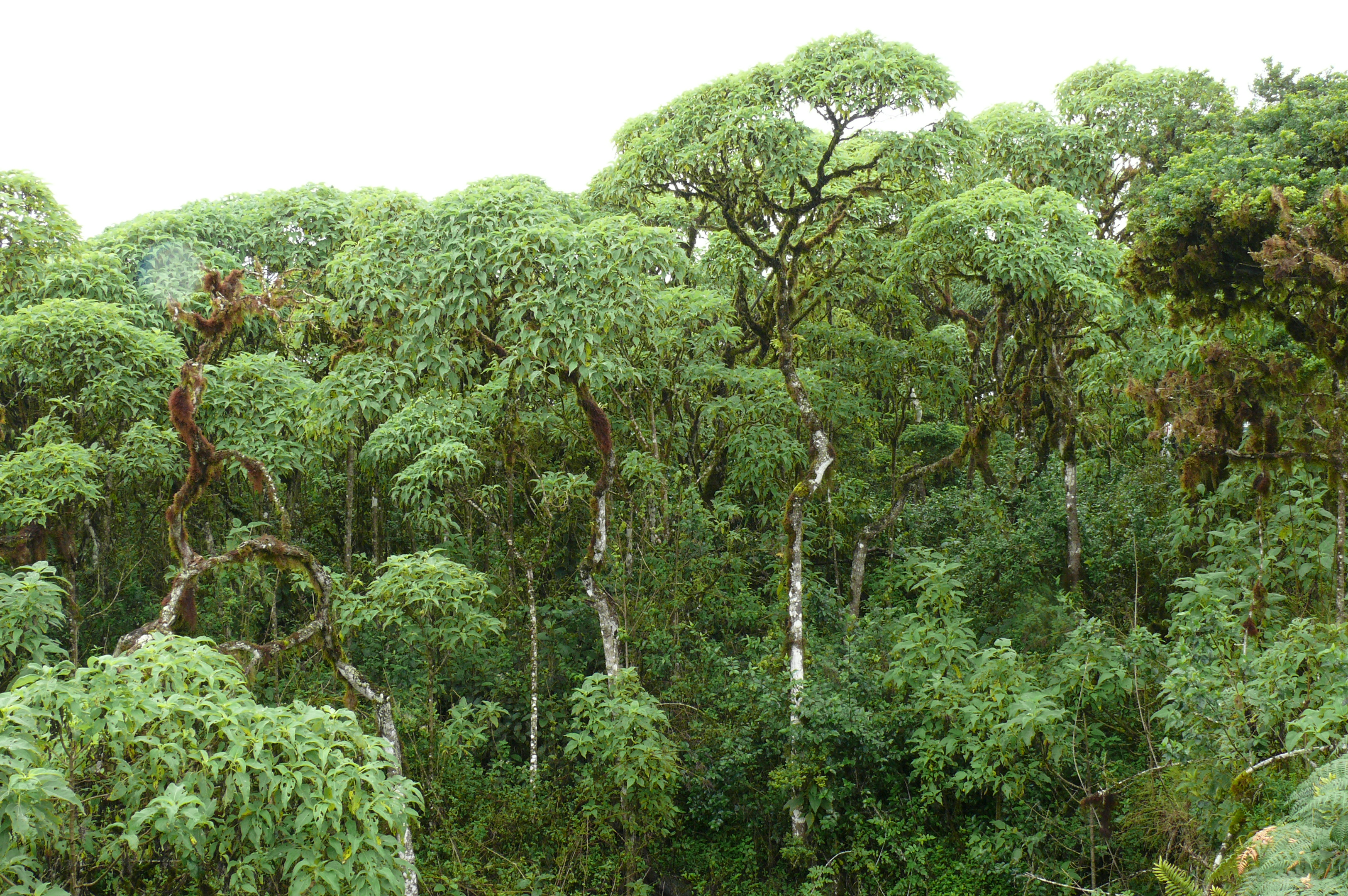
Santa Cruz (Galápagos)
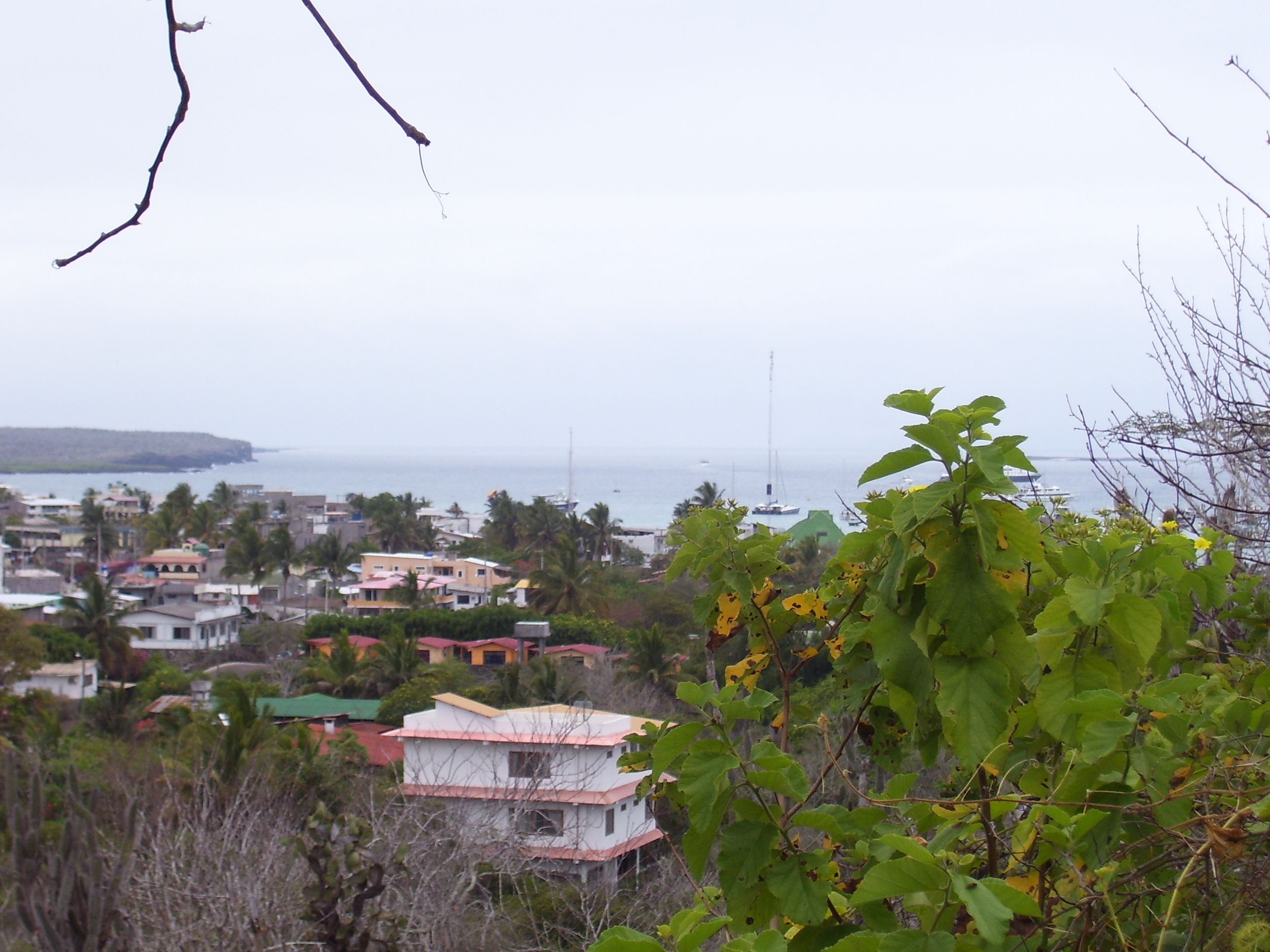
Santa Cruz (Galápagos)
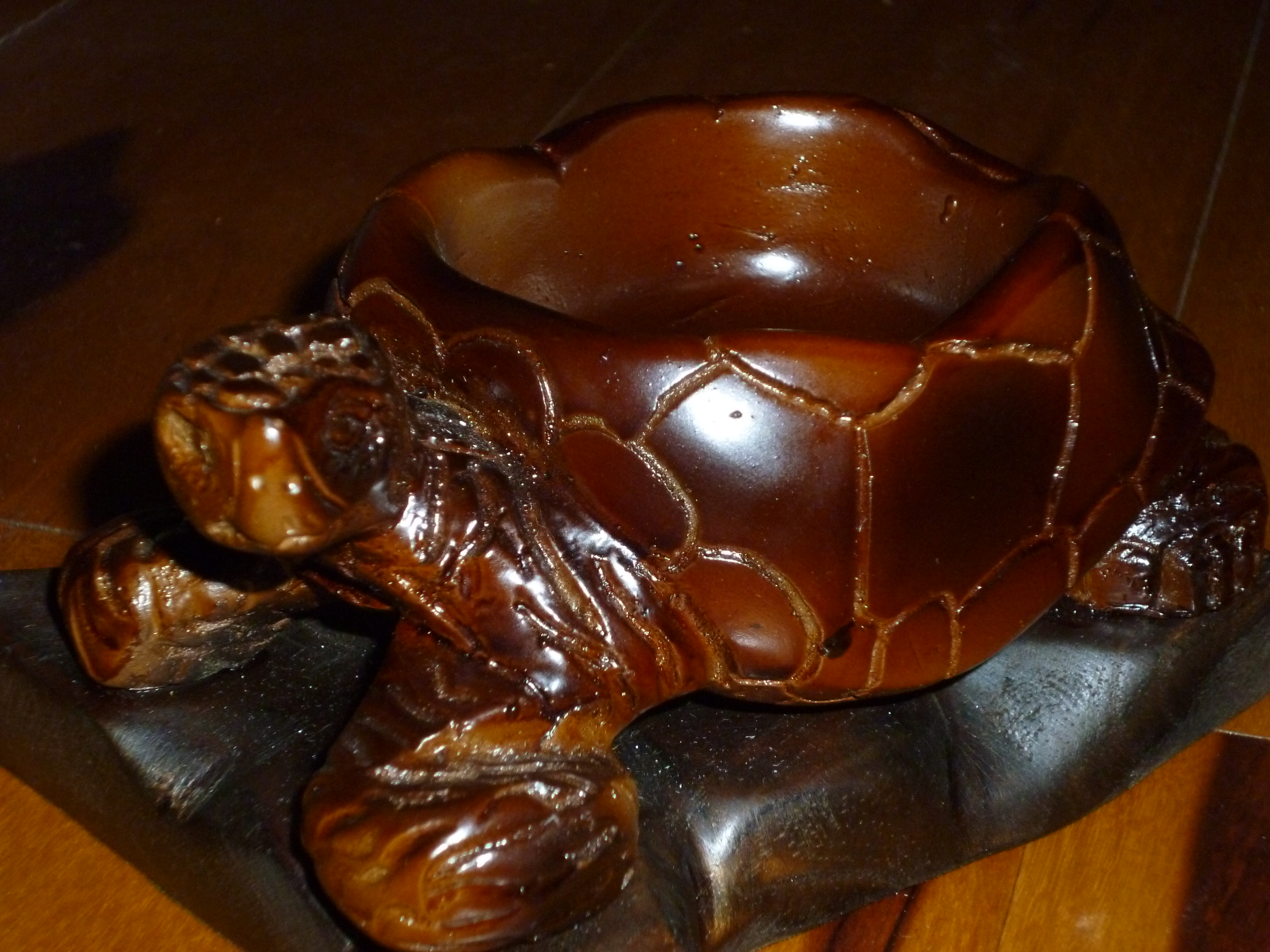
Molts artistes a l'illa de Santa Cruz fan a mà els elements tallats en fusta amb una habilitat excepcional
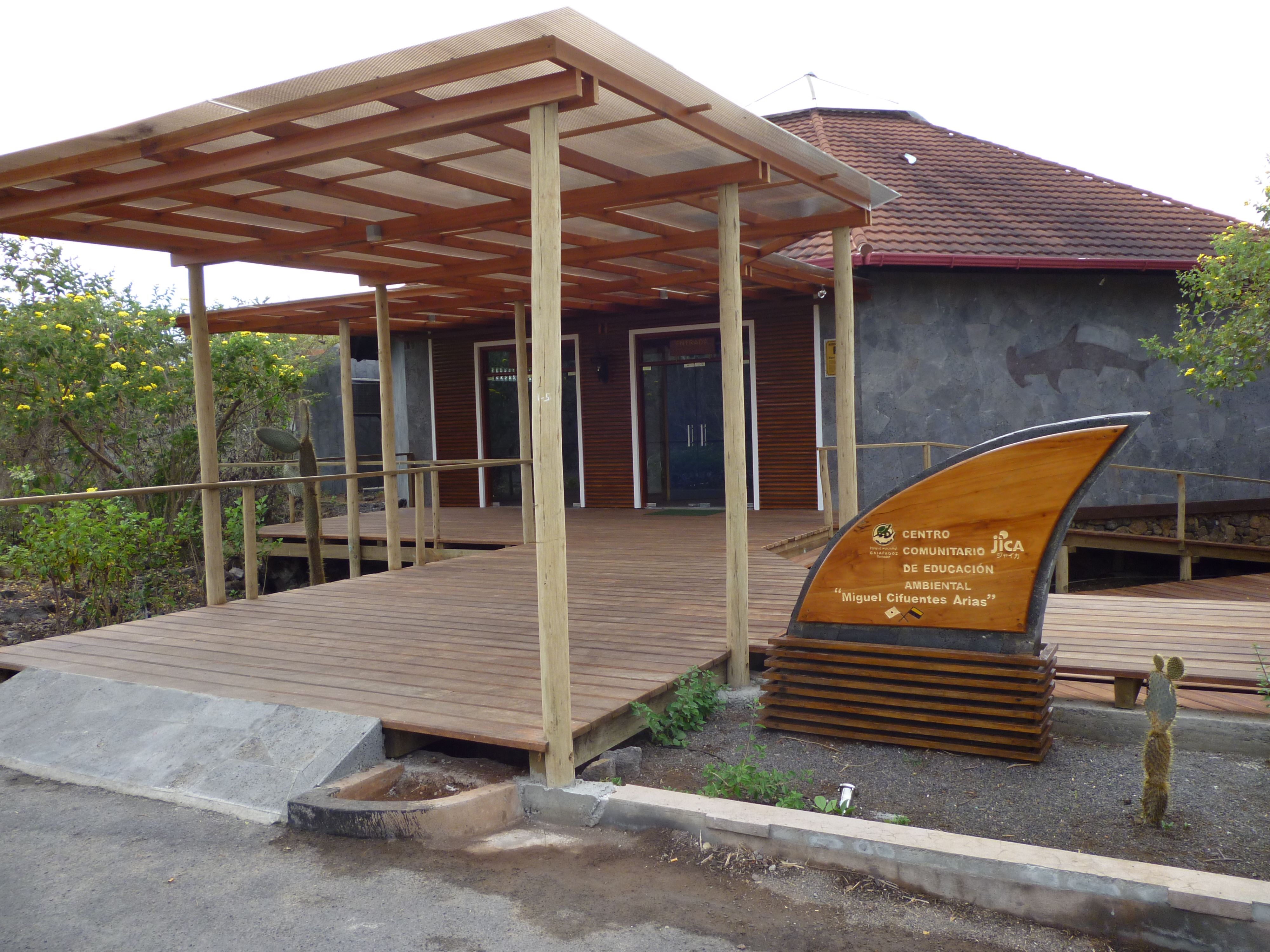
Centre Comunitari d'Educació Ambiental "Miguel Cifuentes Arias"
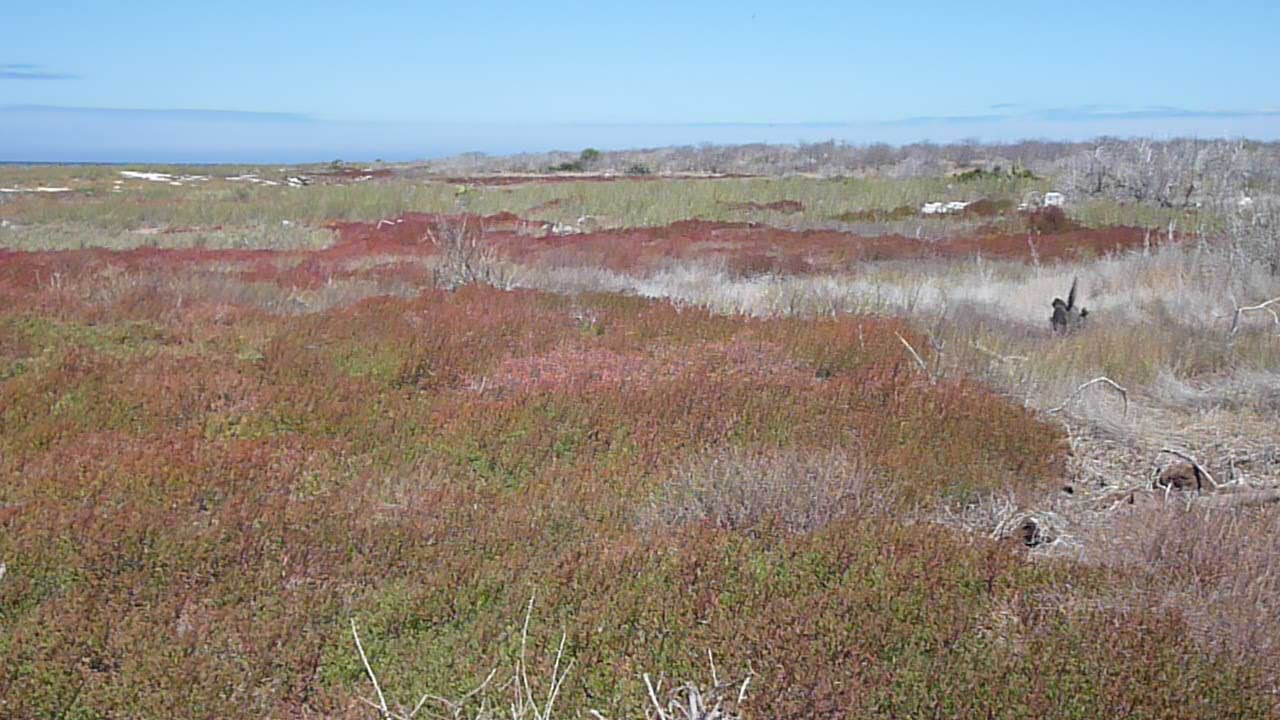
North Seymour
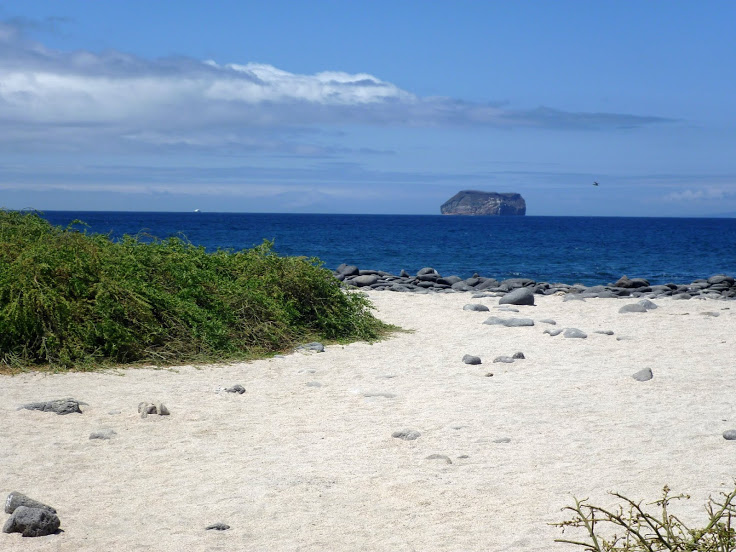
Platja, North Seymour
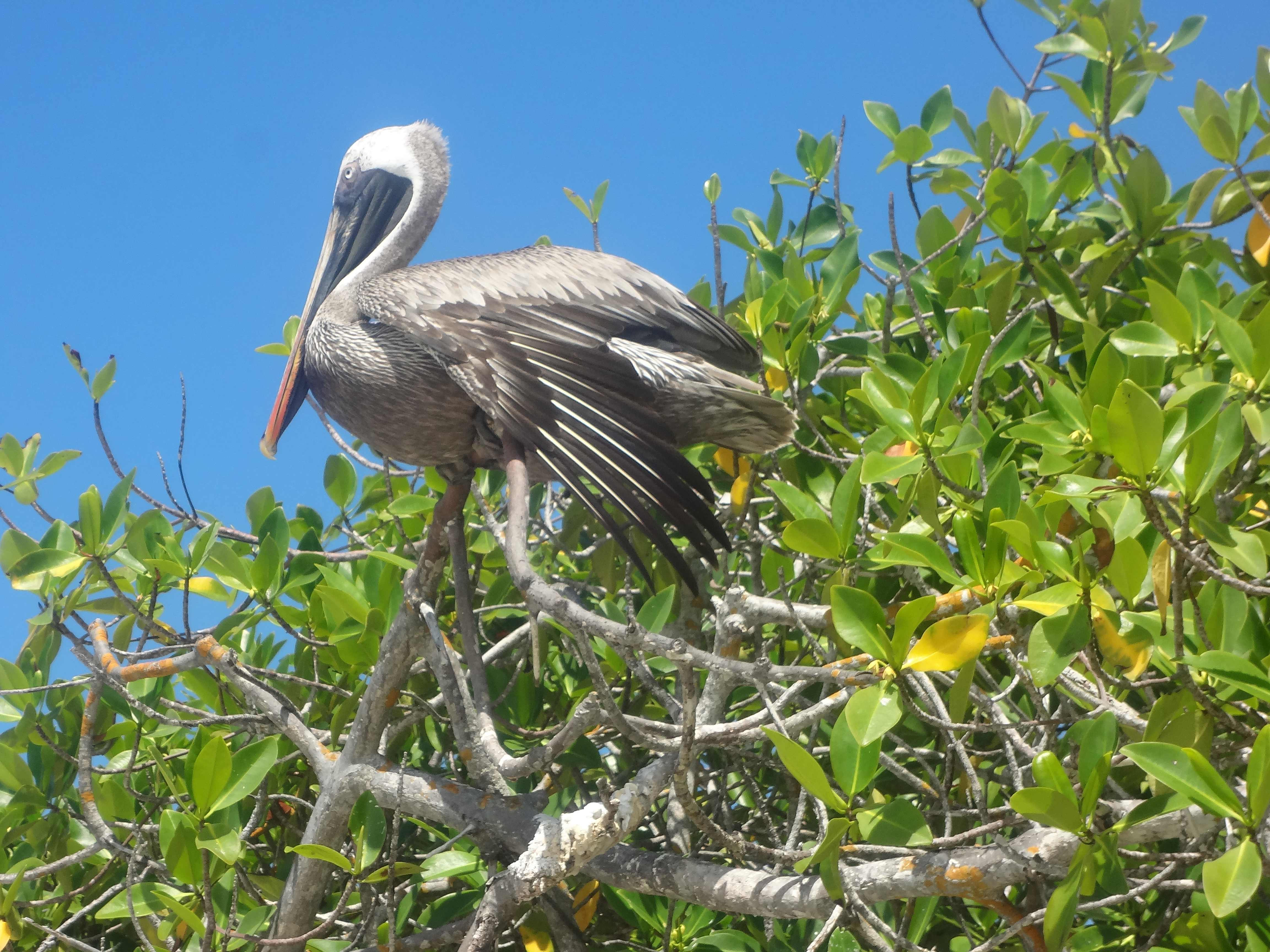
(Pelecanus occidentalis) Bahía Tortuga
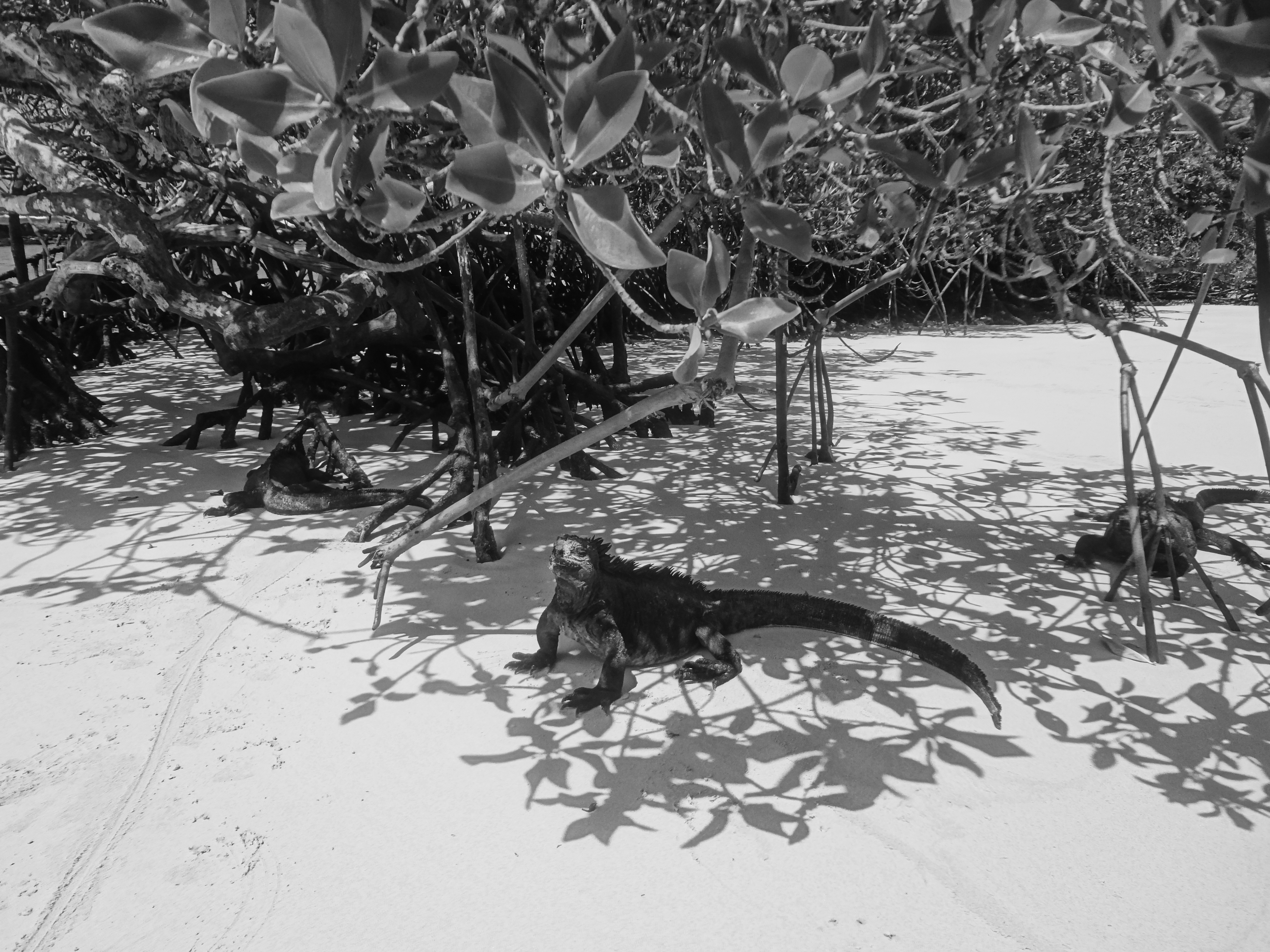
(Amblyrhynchus cristatus) Bahía Tortuga